# Signo de Cullen
El signo de Cullen es una equimosis periumbilical que aparece, de forma excepcional, en la pancreatitis aguda necrohemorrágica como extensión de un hematoma por el ligamento redondo del hígado. En la pancreatitis aguda, la hemorragia suele ser, preferentemente, retroperitoneal, apareciendo el signo de Grey Turner. Solamente, si la hemorragia ocurre en la cabeza del páncreas y, a su vez, es muy extensa, puede llegar a alcanzar al hígado a través del epiplón menor.
El término fue dado en nombre de Thomas S. Cullen (1869-1953), un obstetra que describió, por primera vez, el signo del embarazo ectópico roto en 1916.